# Jude B. Lanston
Jude B. Lanston (* 6. März in Berkeley, Alameda County, Kalifornien; eigentlich Robert-Jude „Bobby-Jude“ Borja Lang) ist ein US-amerikanischer Theater- und Filmschauspieler sowie ehemaliger Ballett-, Standard- und Hip-Hop-Tänzer.

## Leben
Lanston wurde am 6. März in der kalifornischen Stadt Berkeley als Robert-Jude Borja Lang geboren. Schon früh etablierte sich der Spitzname Bobby. Er entstammte einer ärmlichen Arbeiterfamilie. Seit frühesten Kindheitstagen interessiert er sich für das Schauspiel und schloss sich schon sehr früh einem Theater an. In seinem 12. Lebensjahr gehörte er einem Reisetheater an. Nach der High School arbeitete er zwei Jahre lang als Fernfahrer und ließ sich danach in Los Angeles nieder, um Schauspieler für die Fernseh- und Filmproduktion zu werden. Am American Conservatory Theater machte er seinen Bachelor of Fine Arts in Improvisationstheater.
Seit 2004 ist er als Filmschauspieler tätig und gehört der Gewerkschaft SAG-AFTRA an. Er tritt überwiegend als Nebendarsteller, häufig in Rollen eines
Militärangehörigen oder eines Gesetzeshüters, in Spielfilmen in Erscheinung. Größere Rollen hatte er 2008 in Conspiracy – Die Verschwörung, 2015 in Fast & Furious 7 oder 2016 in Independents – War of the Worlds. Seit 2012 tritt er regelmäßig in der Late-Night-Show Jimmy Kimmel Live! moderiert von Jimmy Kimmel auf. Von 2016 bis 2017 spielte er in der Fernsehserie Magic Funhouse! die Rolle des Mr. Chronis. Des Weiteren verkörperte er bereits Episodencharaktere in verschiedenen US-amerikanischen Fernsehserien wie True Blood, General Hospital, Schatten der Leidenschaft, Marvel’s Agents of S.H.I.E.L.D., Reich und Schön oder Criminal Minds.

## Filmografie (Auswahl)
- 2004: Corpses
- 2005: Hollywood Unscripted: A Chaos Theory
- 2007: Postcards from the Future (Kurzfilm)
- 2008: Conspiracy – Die Verschwörung (Conspiracy)
- 2011: Operation Repo (Fernsehserie, Episode 9x02)
- 2012: Sync
- 2012: Crimson Reign (Kurzfilm)
- 2012: Road to Marakesh
- 2013: Fitz and Slade (Fernsehfilm)
- 2013: Zane's the Jump Off (Fernsehserie, 4 Episoden)
- 2013: True Blood (Fernsehserie, Episode 6x05)
- 2013: Triple Crossed
- 2014: Who Shot Jesus Christ? (Kurzfilm)
- 2014: Sex Sent Me to the ER (Fernsehserie, Episode 1x09)
- 2014: General Hospital (Fernsehserie, 2 Episoden)
- 2014: The Most Important Thing (Kurzfilm)
- 2014: Young & Hungry (Fernsehserie, Episode 1x05)
- 2014: Just a Guy II (Fernsehfilm)
- 2014: Schatten der Leidenschaft (The Young and the Restless, Fernsehserie, 2 Episoden)
- 2014: Instant Getaway (Kurzfilm)
- 2014: Santa Pimps and HO's (Fernsehfilm)
- 2014: My Crazy Ex (Fernsehserie)
- 2015: Fast & Furious 7 (Furious 7)
- 2015: Despair Sessions
- 2015: Reality Show
- 2015: Pro-Ana (Kurzfilm)
- 2015: Marvel’s Agents of S.H.I.E.L.D. (Fernsehserie, 2 Episoden)
- 2015: Court of Conscience (Kurzfilm)
- 2016: Hard Corps (Kurzfilm)
- 2016: Break-Up Nightmare
- 2016: Battlefield: Drone Wars (Drone Wars)
- 2016: Grace and Forgiveness (Kurzfilm)
- 2016: Bella and the Bulldogs (Fernsehserie, Episode 2x14)
- 2016: Independents – War of the Worlds (Independents’ Day)
- 2016: Guest (Kurzfilm)
- 2016: Shadows of the Dead
- 2016–2017: Magic Funhouse! (Fernsehserie, 14 Episoden)
- 2017: Colony (Fernsehserie, Episode 2x01)
- 2017: Totally Megan (Fernsehserie, Episode 1x03)
- 2017: The Wrong Neighbor (Fernsehfilm)
- 2017: The Student
- 2017: The Heist (Kurzfilm)
- 2017: The Package (Kurzfilm)
- 2017: Miss 2059 (Fernsehserie, Episode 2x03)
- 2017–2018: Stuff and Sam! (Fernsehserie, 4 Episoden)
- 2018: Eruption: LA
- 2018: Secret Santa
- 2018: Reich und Schön (The Bold and the Beautiful, Fernsehserie, Episode 1x7789)
- 2018: Superheroes (Kurzfilm)
- 2018: Service Dog Bodyguard (Kurzfilm)
- 2018: The Big Break (Kurzfilm)
- 2018: Alien Predator
- 2018: Doxxed (Kurzfilm)
- 2018: Criminal Minds (Fernsehserie, Episode 14x03)
- 2019: The Orville (Fernsehserie, Episode 2x02)
- 2019: Huge in France (Fernsehserie, Episode 1x02)
- 2019: Fade (Kurzfilm)
- 2019: 9-1-1: Notruf L.A. (9-1-1, Fernsehserie, Episode 2x18)
- 2019: Brooklyn Nine-Nine (Fernsehserie, Episode 6x18)
- 2019: Blame the Hero (Mini-Fernsehserie, 4 Episoden)
- 2019: More Than a Feeling (Kurzfilm)
- 2020: My Daughter's Psycho Friend (Fernsehfilm)
- 2020: Acts of Revenge
- 2020: Blood & Makeup (Miniserie, Episode 1x03)
- 2021: American Gangster: Trap Queens (Fernsehserie, Episode 2x01)
- 2021: I can't stop stealing turtles! (Kurzfilm)
- 2021: Zack Snyder's Justice League Parody (Kurzfilm)
- 2021: Madam Ex President (Kurzfilm)
- 2021: Teardrop Hunting (Podcastserie, Episode 1x05)
- 2021: Today's Special (Fernsehfilm)
- 2021–2022: Normal British Series (Miniserie, 3 Episoden, verschiedene Rollen)
- 2022: Greyhound (Kurzfilm)
- 2022: Jane Anonymous (Podcastserie, 2 Episoden)
- 2022: The Orville (Fernsehserie, Episode 3x05)
- 2022: Meet the Voxels (Fernsehserie, Episode 1x01)
- seit 2023: Bryce (Fernsehserie)

## Theater
- Beyond Therapy (American Conservatory Theater)
- Othello (American Conservatory Theater)
- Little Shop of Horrors (Fools & Kings Theatre Company)